# Nerw grzbietowy łopatki
Nerw grzbietowy łopatki (łac. nervus dorsalis scapulae) – w anatomii człowieka nerw części nadobojczykowej splotu ramiennego. Tworzą go gałęzie brzuszne nerwów rdzeniowych szyjnych: C4–C6.
Początkowo znajduje się blisko mięśnia pochyłego środkowego, którego może, acz nie musi, przebić. Potem znajduje się między mięśniami: dźwigaczem łopatki i pochyłym tylnym. Kończy swój przebieg w otoczeniu mięśnia równoległobocznego.
Unerwia zazwyczaj mięsień równoległoboczny i mięsień dźwigacz łopatki, niekiedy także mięsień pochyły środkowy, mięśnie zębate przedni i tylny górny.
Porażenie nerwu grzbietowego łopatki powoduje problemy z uniesieniem i zbliżeniem łopatki do kręgosłupa.